# Stroganina
Stroganina (russisk строганина, direkte oversat "spåner") er en ret fra det nordlige Sibirien. Den består af lange, tynde rå skiver ("spåner") af frossen fisk. Retten serveres på is og drikkes ofte sammen med vodka.
I området omkring Bajkalsøen kaldes retten raskolotka. Traditionelt laves stroganina af ferskvands-laksefisk fra de arktiske sibiriske vandområder som Stenodus nelma, Coregonus muksun, Coregonus nasus eller Coregonus migratorius. Sjældnere anvendes fisk af størfamilien. Spisen er populær blandt de sibiriske folk og kendes blandt andet fra det jakutiske og det inuitiske køkken.